# Saison 1995-1996 de l'Élan sportif chalonnais
Saison 1995-1996 de l'Élan chalon en Pro B, avec la première place qui permet au club de monter en Pro A.

## Effectifs

### Joueurs
| Nationalité | Joueur              | Taille |
| ----------- | ------------------- | ------ |
|             | Jean-Olivier Peloux | 1,94 m |
|             | Youcef Ouldyassia   | 1,95 m |
|             | Kent Hill           | 1,97 m |
|             | James Voskuil       | 2,04 m |
|             | Charles Pittman     | 2,04 m |
|             | Franck Tchiloemba   | 2,05 m |
|             | Emmanuel Schmitt    | 1,94 m |

| Nationalité | Joueur             | Taille |
| ----------- | ------------------ | ------ |
|             | Benoit Claude      | 1,98 m |
|             | Geoffray Bréavoine | 2,02 m |
|             | Rodrigue Moulin    | 1,98 m |

| Nationalité | Joueur                     | Taille |
| ----------- | -------------------------- | ------ |
|             | Darrell Anderson (pigiste) | 2,04 m |
|             | Larry Robinson (pigiste)   | 1,90 m |

### Staff
- Entraîneur : Philippe Hervé.
- Entraîneur adjoint : Pascal Thibaud.
- Général manager : Denis Poyol.

## Matchs

### Matchs amicaux
Avant saison
- Chalon-sur-Saône / Besançon : 98-92
- Chalon-sur-Saône / Strasbourg : 98-97
- Chalon-sur-Saône / Vichy : 99-73
- Poissy-Chatou / Chalon-sur-Saône : 76-83 (à Aubenas)
- Vichy / Chalon-sur-Saône : 82-84

Pendant la saison

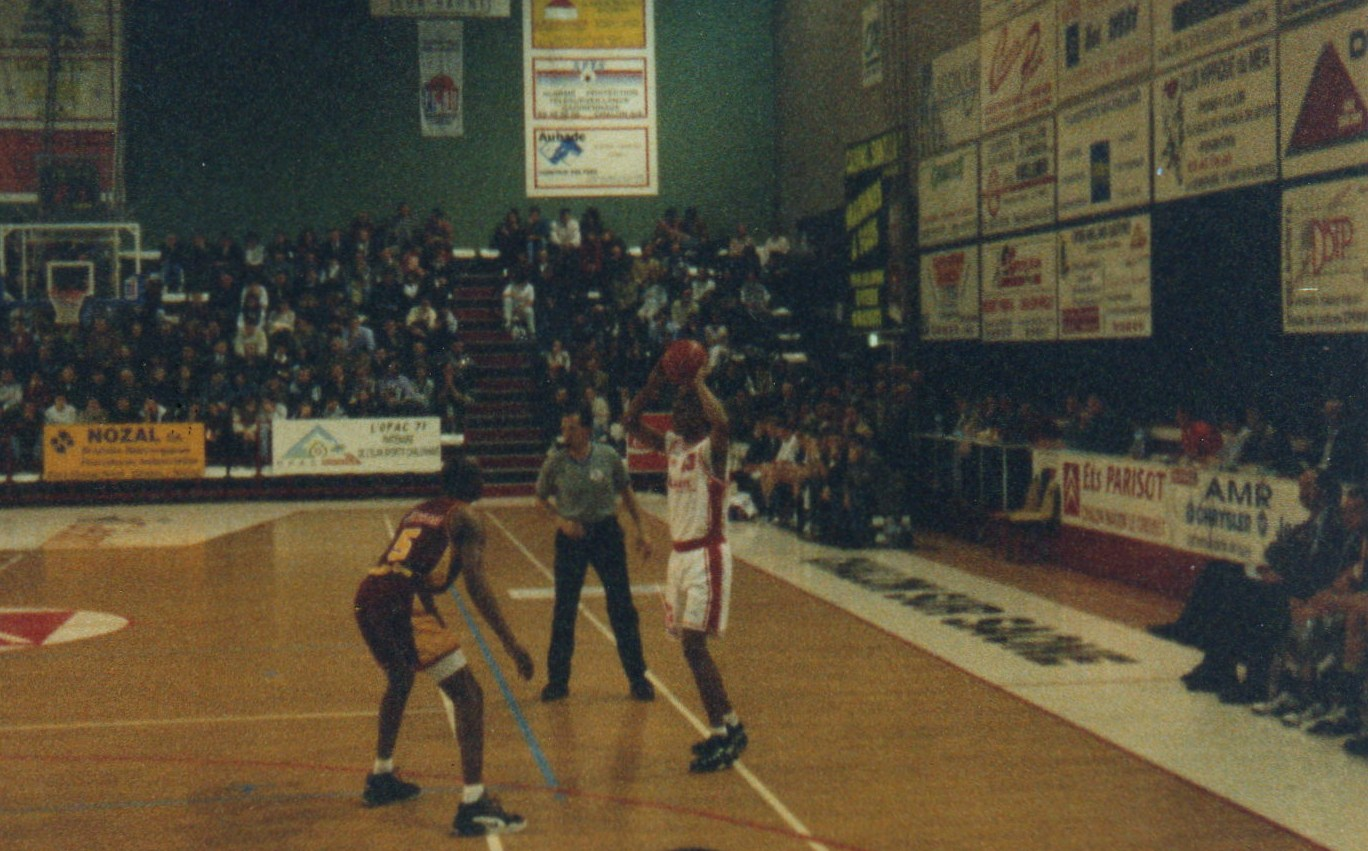
Match amical contre le CSP Limoges en 1996.

- Chalon-sur-Saône / Jet Lyon : 89-92 (AP)
- Chalon-sur-Saône / Limoges : 54-63
- Chalon-sur-Saône / Vichy : 105-64

### Championnat

#### Matchs aller
- Chalon-sur-Saône / Saint-Brieuc : 80-73
- Toulouse / Chalon-sur-Saône : 87-95
- Chalon-sur-Saône / Caen : 101-89
- Nantes / Chalon-sur-Saône : 82-90
- Chalon-sur-Saône / Poissy-Chatou : 88-73
- Chalon-sur-Saône / Roanne : 111-81
- Hyères-Toulon / Chalon-sur-Saône : 80-74
- Chalon-sur-Saône / Vichy : 105-82
- Brest / Chalon-sur-Saône : 80-88
- Chalon-sur-Saône / Angers BC : 83-81
- Le Havre / Chalon-sur-Saône : 84-68
- Chalon-sur-Saône / La Rochelle : 105-95[N 1]
- Maurienne / Chalon-sur-Saône : 78-94
- Chalon-sur-Saône / Tours : 83-76
- Châlons-en-Champagne / Chalon-sur-Saône : 85-114

## Bilan

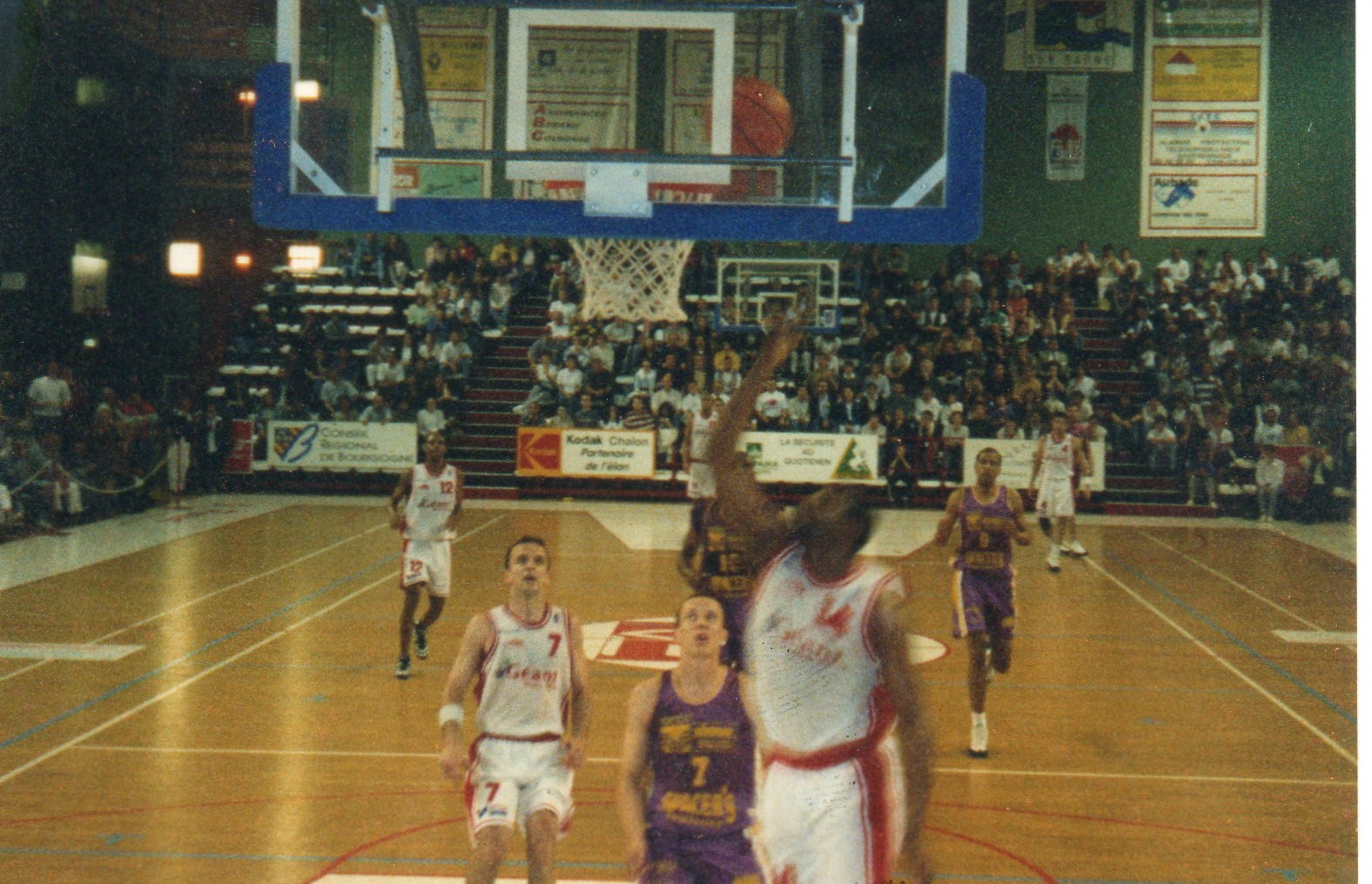
Match de Pro B (play-off) entre l'Élan Chalon et Toulouse en mai 1996.

#### Matchs retour
- Chalon-sur-Saône / Toulouse : 93-90
- Caen / Chalon-sur-Saône : 82-77
- Chalon-sur-Saône / Nantes : 97-73
- Poissy-Chatou / Chalon-sur-Saône : 61-95
- Roanne / Chalon-sur-Saône : 88-102
- Chalon-sur-Saône / Hyères-Toulon : 83-56
- Vichy / Chalon-sur-Saône : 68-73
- Chalon-sur-Saône / Brest : 76-68
- Angers BC / Chalon-sur-Saône : 75-70
- Chalon-sur-Saône / Le Havre : 106-84
- La Rochelle / Chalon-sur-Saône : 62-80[N 1]
- Chalon-sur-Saône / Maurienne : 80-67
- Tours / Chalon-sur-Saône : 64-73
- Chalon-sur-Saône / Châlons-en-Champagne : 92-77
- Saint-Brieuc  / Chalon-sur-Saône : 78-74

Extrait du classement de Pro B 1995-1996